# 윌 영
윌 영(Will Young, 1979년 1월 20일~ )은 잉글랜드의 싱어송라이터, 배우로, 팝 아이돌에서 우승하였다.

## 음반 목록
- From Now On(2002)
- Friday's Child(2003)
- Keep On(2005)
- Let It Go(2008)
- Echoes(2011)
- 85% Proof(2015)
- Lexicon(2019)